# Survivor Series: WarGames 2023
Survivor Series WarGames 2023 è la trentasettesima edizione dell'omonimo evento in pay-per-view prodotto annualmente dalla WWE e si è svolto il 25 novembre 2023 all'Allstate Arena di Rosemont (Illinois) ed è stato trasmesso in diretta su Peacock negli Stati Uniti e sul WWE Network nel resto del mondo.
È stata la quarta edizione dell'evento, dopo quelle del 1998, 2002 e 2022, a non includere il classico Survivor Series elimination match, che come la precedente edizione è stato sostituito dal WarGames match. L'evento ha visto anche il ritorno di Randy Orton e R-Truth, entrambi assenti per infortunio rispettivamente da maggio e novembre 2022, così come il ritorno di CM Punk nella sua prima apparizione in WWE dopo quasi dieci anni.

## Storyline
Il 30 ottobre Raw, il campione Intercontinentale Gunther avrebbe dovuto essere ospite del talk show di The Miz, Miz TV; tuttavia, Miz fu interrotto dagli altri membri dell'Imperium Giovanni Vinci e Ludwig Kaiser, che annunciarono che Gunther non avrebbe partecipato. Dopo una discussione, però, Gunther arrivò e dichiarò di non rispettare Miz, in quanto lo riteneva più un intrattenitore" che un vero wrestler. Quando l'Imperium iniziò a distruggere il set del Miz TV, Miz attaccò Gunther e compagni effettuando un turn face per la prima volta fin dal gennaio 2020. In seguito, Miz chiese al General Manager di Raw Adam Pearce un match contro Gunther con il titolo in palio, ma Pearce rifiutò perché c'erano altri prima di lui in lista per un match titolato. Fu quindi organizzato un fatal four-way match per determinare il primo sfidante al titolo di Gunther, vinto da Miz.
A Crown Jewel, Zoey Stark aveva preso parte al fatal five-way match per il titolo Women's World Championship detenuto da Rhea Ripley, vinto dalla campionessa. La sera successiva a Raw, Stark vinse una battle royal guadagnandosi l'opportunità di sfidare Ripley per il titolo in un match uno contro uno a Survivor Series: WarGames.
Sin da giugno, Seth "Freakin" Rollins, Cody Rhodes, Jey Uso e Sami Zayn erano stati tutti coinvolti in varie rivalità con i membri del Judgment Day (Finn Bálor, Damian Priest e "Dirty" Dominik Mysterio) e il loro associato, JD McDonagh. Alla fine della puntata del 6 novembre di Raw, scoppiò una rissa tra gli otto uomini. Stufo del caos costante causato dal Judgment Day, Adam Pearce annunciò che Rollins, Rhodes, Uso e Zayn avrebbero affrontato i membri del Judgment Day e McDonagh in un WarGames match al ppv Survivor Series. La settimana seguente, Rhodes e Priest furono nominati capitani delle rispettive squadre mentre McDonagh divenne membro ufficiale del Judgment Day. Alla fine della serata, Drew McIntyre, che stava parlando con Rhea Ripley e aveva avuto dei contrasti in passato con Jey Uso a causa del suo coinvolgimento nella Bloodline, aiutò Bálor e Priest a difendere i titoli Undisputed WWE Tag Team Championship nel rematch con Rhodes e Uso. Nella puntata successiva, McIntyre fu aggiunto alla squadra del Judgment Day in vista del WarGames match e, nel corso della stessa serata, egli sconfisse Uso guadagnando il vantaggio per la sua squadra a WarGames. Il quainto membro del tema di Rhodes fu quindi rivelato essere il rientrante Randy Orton, assente per infortunio fin da maggio 2022.
A SummerSlam, Bianca Belair aveva sconfitto Asuka e Charlotte Flair in un triple threat match conquistando il WWE Women's Championship, ma aveva perso la cintura subito dopo per mano di Iyo Sky, che aveva incassato il suo contratto Money in the Bank. All'evento, le Damage CTRL (Bayley, Sky e Dakota Kai) iniziarono una rivalità con Asuka, e con Flair, sua alleata. Damage CTRL inflisse un infortunio al ginocchio a Belair. Sky difese con successo il titolo contro Asuka e Flair grazie alle interferenze di Bayley e Kai. Quando Belair tornò dall'infortunio a fine ottobre, Sky la sconfisse a Crown Jewel grazie all'aiuto di Kairi Sane (alla sua prima apparizizione dal giugno 2020). Al successivo SmackDown, Sky e Kai dissero di avere portato Sane per rendere il gruppo più forte, e Sane lodò Bayley per la sua leadership. Furono interrotte da Belair, Flair, e Asuka. Ebbe luogo un six-woman tag team match improvvisato, che terminò in no contest dopo che Asuka tradì il suo team, per aggiungersi anche lei alle Damage CTRL. Una settimana dopo, Damage CTRL (rappresentate da Bayley, Sky, Asuka e Sane) sfidarono Belair, Flair, Shotzi a un WarGames match. Il General Manager di SmackDown Nick Aldis diede tempo fino a fine serata al team di Belair per scegliere il quinto membro e loro selezionarono Becky Lynch.
Il 10 novembre a SmackDown, il Latino World Order (LWO) discusse della sconfitta del leader Rey Mysterio contro Logan Paul a Crown Jewel, che aveva perso il titolo United States Championship dopo che Logan lo aveva colpito con un tirapugni. Carlito incolpò Santos Escobar perché aveva lasciato il tirapugni sul ring. Escobar poi se ne andò incredulo dell'accusa, ma in seguito si rivoltò contro Mysterio ferendogli il ginocchio sinistro e colpendolo con i gradini d'acciaio. La settimana successiva, Escobar disse che Mysterio era il suo eroe, ma dopo averlo incontrato, si era reso conto che si era sbagliato. Si verificò uno scontro con gli altri membri del LWO (Joaquin Wilde, Cruz Del Toro e Zelina Vega), in cui Escobar aggredì Wilde e Toro. Carlito corse in aiuto degli altri ma Escobar fuggì. Successivamente, venne annunciato un incontro tra Carlito ed Escobar per Survivor Series: WarGames. La sera prima di Survivor Series, tuttavia, Carlito ed Escobar si scontrarono, e Carlito si infortunò al braccio, e quindi fu Dragon Lee a sostituirlo nel match con Escobar.

## Main event

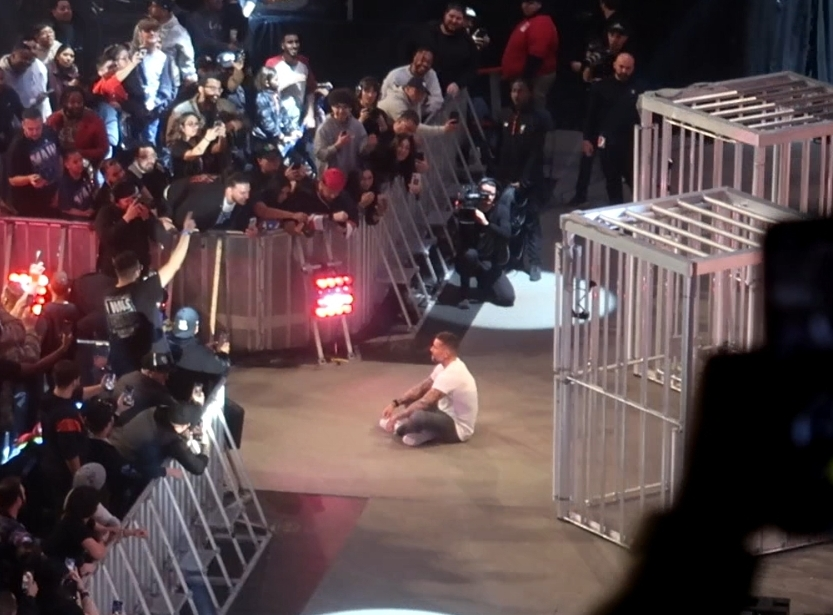
Il ritorno di CM Punk in WWE

Il main event della serata fu il WarGames match maschile, che vide il team di Cody Rhodes, Seth Rollins, Jey Uso, Sami Zayn e Randy Orton affrontare il Judgment Day (Damian Priest, Finn Bálor, "Dirty" Dominik Mysterio e JD McDonagh) e Drew McIntyre. Per tutta la notte prima e all'inizio dell'evento principale, Orton non si era presentato, causando preoccupazione alla sua squadra. I primi due ad entrare nella gabbia furono Rollins e Bálor. Rollins prese il sopravvento prima che McDonagh entrasse per cambiare la situazione a favore della sua squadra. Uso entrò quasi per pareggiare le cose. McIntyre avrebbe dovuto entrare dopo, ma Priest lo fermò prima di entrare lui stesso nel match. Priest afferrò un manganello antisommossa di metallo e colpì Uso e Rollins più volte. Zayn prese un tavolo e attaccò Priest. Mysterio si ritrovò in inferiorità numerica prima che il resto del Judgment Day e McIntyre si riprendessero. Priest e McIntyre eseguirono quindi delle chokeslam simultanee su Rhodes, Zayn e Rollins, prima di spingere Rollins attraverso il tavolo con la Razor's Edge. Rhea Ripley fece il suo ingresso con la valigetta del Money in the Bank di Priest e un arbitro al seguito. Prima che la valigetta potesse essere ufficialmente incassata, tuttavia, Randy Orton si presentò sul ring all'ultimo secondo. Proprio mentre Orton era pronto a colpire Priest con una RKO, rivolse la sua attenzione a Uso che, insieme a The Bloodline, era responsabile della sua assenza durata 18 mesi. Orton provocò Uso, dicendogli che non aveva dimenticato quello che aveva fatto, poi eseguì la RKO su Mysterio. McDonagh venne inseguito in cima alla gabbia da Zayn e Rollins, che lanciarono McDonagh verso Orton, che lo prese al volo con la RKO. Rhodes poi colpì Priest con la Cross Rhodes prima di schienarlo per la vittoria.
Mentre lo show si apprestava a terminare, CM Punk, che era stato licenziato dalla All Elite Wrestling circa tre mesi prima, tornò a sorpresa in WWE dopo nove anni.

## Risultati
| # | Match | Stipulazioni                                          | Durata |
| - | --- | ----------------------------------------------------- | ------ |
| 1 | Bianca Belair, Shotzi, Charlotte Flair e Becky Lynch hanno sconfitto Iyo Sky, Asuka, Kairi Sane e Bayley    | WarGames match                                        | 33:35  |
| 2 | Gunther (c) ha sconfitto The Miz per sottomissione                                                          | Single match per il WWE Intercontinental Championship | 12:20  |
| 3 | Santos Escobar ha sconfitto Dragon Lee                                                                      | Single match                                          | 7:40   |
| 4 | Rhea Ripley (c) ha sconfitto Zoey Stark                                                                     | Single match per il Women's World Championship        | 9:15   |
| 5 | Cody Rhodes, Jey Uso, Randy Orton, Sami Zayn e Seth Rollins hanno sconfitto il Judgment Day e Drew McIntyre | WarGames match                                        | 34:50  |